# 佐藤水菜
佐藤 水菜（さとう みな、1998年12月7日 - ）は、神奈川県茅ヶ崎市出身の女子競輪選手、自転車競技選手。日本競輪選手会神奈川支部所属、ホームバンクは川崎競輪場。日本競輪学校（当時。以下、競輪学校）第114期生。師匠は對馬太陽（85期）。

## 来歴
自転車競技していた父親の影響を受け自転車に乗り始め、小学校低学年の頃には自宅から江の島まで往復20㎞を走破していた。茅ヶ崎市立鶴が台中学校3年の時に初めて本格的にロードバイクに乗った。神奈川県立茅ケ崎高等学校進学後は軽音部に所属する傍ら、地元の湘南愛輪会に所属し、国体等の自転車競技の大会に出場していた。
2017年1月12日、競輪学校第114回生試験に合格。在校成績は5位（24勝）。また、卒業記念レースは予選を3連勝で決勝に勝ち上がったが、決勝は3着だった。
2018年7月11日、四日市競輪場でデビュー。初勝利はデビュー戦で、デビュー場所では予選を連勝し決勝に勝ち上がったが、決勝では4着だった。初優勝は次戦である7月26日の川崎競輪場で挙げた。デビュー年は7月と8月の2か月間で優勝3回の活躍を見せたことで、同年11月のガールズグランプリトライアルレースに特例により新人で唯一選出された。初のビッグレースとなった、ガールズグランプリトライアルレースでは予選を1着、2着で決勝に勝ち上がったが、決勝では優勝した児玉碧衣に1車身半及ばず2着となり、同年のガールズグランプリへの出場は逃した。
2019年、1月20日に川崎競輪場で行われた、ガールズケイリンコレクション松戸ステージ出場権を賭けたトライアルレースで優勝し、ガールズケイリンコレクション初出場を決める。5月に行われた松戸ステージでは7着に終わったが、その後は優勝を重ね、ファン投票によりガールズケイリンコレクション名古屋ステージ・アルテミス賞レースに出場（5着）するなどの活躍を見せた。11月までガールズトップとなる、年間合計18回の優勝を重ね11月のガールズグランプリトライアルレースに2年連続で出場を果たした。同レースでは腰痛の影響もあり決勝に進出することはできなかったが、同年は年間合計18回の優勝、勝率65.8％という成績を残し、賞金獲得額第5位となったことで、2019年12月28日に立川競輪場にて行われた第8回オッズパーク杯ガールズグランプリの出場権を獲得。同レースでは、最終バックストレッチから仕掛けた児玉碧衣を追走したが、3コーナー付近で発生した落車の影響もあり追走しきれず、4着に終わった。
2020年は、上期では前年から続く腰痛の影響もあって序盤はやや低調も出場した全ての開催で決勝に進出し、特に春ごろから調子を上げ、優勝は6回を数えた。7月1日付で梅川風子とともにJCFから「女子　エリート　強化指定選手「B」指定選手」に指定され、念願だったナショナルチーム入りした。11月のガールズグランプリトライアルに3年連続出場しトパーズ（B組）で優勝、特別競走初制覇とともにガールズグランプリに2年連続で出場を決める（6着）。
2021年は、5月6日のガールズケイリンコレクション京王閣ステージで捲り追い込みを決め、コレクション初制覇。同年のガールズケイリン総選挙では得票数第9位となり、ガールズケイリンコレクションいわき平ステージ・アルテミス賞に出場が決定。8月11日に行われた同レースでは捲りを決めてコレクション連覇を果たした。10月24日（現地時間）、フランス・ルーベで行われた世界選手権では初出場ながら女子ケイリンで決勝2着となり、世界選手権における短距離種目としては日本人女子で初のメダリストとなった。同年は自転車競技を優先したためガールズケイリンは40走に留まったが、うち1着37回・3着3回と全て車券に絡んだ。
2022年は、3月21日のガールズケイリンコレクション宇都宮ステージでは最終直線で追い込むも2着となった。5月15日（現地時間）、カナダ・ミルトンで行われた2022UCIトラックネーションズカップ第2戦・最終日（4日目）の女子ケイリンにおいて決勝戦2位となり、同種目で銀メダルを獲得。3着入線であったが2着選手の降格処分により2位に繰り上がった。ガールズケイリンにおいては、ナショナルチームとしての活動を優先していることから出走回数が限られている中で、7月のALL GIRL'S 10th Anniversary（児玉碧衣と同着）、ガールズケイリンフェスティバル、8月のガールズケイリンコレクション西武園ステージ・ガールズドリームレースを制覇。10月16日（現地時間）、フランス・サン＝カンタン＝アン＝イヴリーヌで行われた世界選手権では、二年連続女子ケイリンで決勝2着となった。その後、11月のガールズグランプリトライアルで優勝したことで、逆転で同年末のガールズグランプリ出場権を獲得。ガールズグランプリは2年ぶりの出場となった。しかし迎えたガールズグランプリ2022は最後の3コーナー手前で石井寛子が児玉碧衣を押し上げた際の落車に巻き込まれ佐藤自身も落車し（のち再乗し6着入線も石井の失格により5着に繰り上がり）、グランプリ初優勝はならなかった。
2023年は、2月26日（現地時間）に行われた、2023UCIトラックネーションズカップ第1戦（ジャカルタ）・最終日（4日目）の女子ケイリンにおいて優勝し、同種目では小林優香以来となる金メダルを獲得。18日（現地時間）に行われた、2023UCIトラックネーションズカップ第2戦（カイロ）においても女子ケイリンで優勝し、2大会連続で金メダルを獲得した。さらに、帰国して中1日の強行軍であったが3月22日のガールズケイリンコレクション別府ステージに出場し優勝、ガールズケイリンコレクションは3月開催、5月開催、8月開催（ガールズドリームレース、アルテミス賞とも）全てを制覇した。9月の2022年アジア競技大会（中国、杭州市）では女子ケイリン及び女子スプリントの二種目に於いて金メダルを獲得した。そしてアジア競技大会から帰国後、間を置かずして10月4日に松戸で行われたGIレースの第1回オールガールズクラシックに出場して優勝し、初代女王となった。11月12日、故郷の神奈川県茅ヶ崎市のスポーツアンバサダー第1号に就任。12月29日に行われたオッズパーク杯ガールズグランプリ2023は2着に4車身差をつける圧勝で初制覇。同年は年間で僅か18走ながら初の年間賞金女王となった。
2024年は、2024UCIトラックネーションズカップ第1戦（アデレード）に出場し、2日目である2月3日（現地時間）に行われた女子スプリントで銀メダルを獲得。ネーションズカップ女子スプリントでのメダル獲得は、2021年5月の香港大会（銀メダル小林優香、銅メダル梅川風子）以来となった。また、3日目である翌4日（現地時間）の女子ケイリンにおいて優勝し、同種目では2年連続となる金メダルを獲得。
2024年パリオリンピックでオリンピック初出場。女子ケイリンでは準々決勝で5着となり準決勝には進めなかった。女子スプリントでは200メートルタイムトライアル予選で10秒257の日本新記録をマークして7位で1回戦に進出。その後、3回戦で敗者復活戦に回ったが2着となり敗退となった。8月10日にオリンピックの競技を終え、帰国後すぐの8月13日より平塚競輪場で行われた女子オールスター競輪（この年のみFII）に出場、ガールズドリームレースを含む3連勝で完全優勝を果たしている。そして同年10月にデンマーク・バレラップ＜英語版＞で開催されていた2024 世界選手権自転車競技大会トラックレース＜英語版＞において、3日目女子スプリント＜英語版＞で3位となり、銅メダルを獲得。さらに最終日女子ケイリン＜英語版＞では優勝し、金メダルとマイヨ・アルカンシエルを獲得。日本人女子選手による世界選手権におけるケイリンで初の金メダリストとなった。世界選手権でメダル2つを獲得したことを称え、報奨金として800万円が支払われることとなり、第66回朝日新聞社杯競輪祭初日第11レース終了後にバンク内で報奨金授与式が行われた。そして同時に行われた第2回競輪祭女子王座戦を3日間1着で完全優勝し、同年末のガールズグランプリ出場権を獲得。
2025年は、2月21日（現地時間）にマレーシア・ニライで行われたアジア自転車競技選手権大会（英語版）にて、女子スプリントで優勝し金メダルを獲得、女子チームスプリントでは銅メダルを獲得。ガールズケイリンでは、4月の第3回オールガールズクラシック（岐阜）、6月の第3回パールカップ（岸和田）と連覇し、グランドスラムへ残すGIは女子オールスター競輪のみとなった（さらにガールズグランプリも制覇しているため、同時にグランプリスラムともなる）。そして8月の第1回女子オールスター競輪でも完全優勝、これにより現行の表彰規程の中では脇本雄太に次いで2人目、女子選手としては初のグランドスラムとグランプリスラムを同時に達成、レース後はバンク内で競輪学校同期である114期の仲間たちから祝福の胴上げをされた。

## 主な獲得タイトルと記録
2022年以前は全てFII、2023年以降はガールズケイリンコレクション別府ステージのみFII、それ以外は全てGP・GI
- 2020年 - ガールズグランプリトライアル（小倉競輪場）
- 2021年 - ガールズケイリンコレクション京王閣ステージ（京王閣競輪場）、ガールズケイリンコレクションいわき平ステージ・アルテミス賞（いわき平競輪場）
- 2022年 - ガールズケイリンフェスティバル（玉野競輪場）、ガールズケイリンコレクション西武園ステージ・ガールズドリームレース（西武園競輪場）、ガールズグランプリトライアル（小倉競輪場）
- 2023年 - ガールズケイリンコレクション別府ステージ（別府競輪場）、オールガールズクラシック（松戸競輪場）、ガールズグランプリ（立川競輪場）
- 2024年 - 競輪祭女子王座戦（小倉競輪場）
- 2025年 - オールガールズクラシック（岐阜競輪場）、パールカップ（岸和田競輪場）、女子オールスター競輪（宇都宮競輪場）
- 年間賞金女王 - 1回（2023年）

## 自転車競技での戦績
2021年
- 世界選手権自転車競技大会（ルーベ）
  - 女子ケイリン　2位

2022年
- 世界選手権自転車競技大会（イヴリーヌ）
  - 女子ケイリン　2位

2023年
- アジア大会（杭州）
  - 女子ケイリン　優勝
  - 女子スプリント　優勝

2024年
- 世界選手権自転車競技大会（バレラップ）
  - 女子ケイリン　優勝
  - 女子スプリント　3位

2025年
- アジア自転車競技選手権大会（ニライ）
  - 女子スプリント 1位
  - 女子チームスプリント　3位

## エピソード
- 茅ヶ崎高校時代は軽音部に所属して、バンドを組みドラムを担当していた[1]。
- 自転車で遠出することが好きで、東京タワーやディズニーランド、山中湖まで自転車で出かけていた[1]。